# كوبا سود أمريكانا 2004
كوبا سود أمريكانا 2004 (بالإنجليزية: 2004 Copa Sudamericana) هو موسم من كوبا سود أمريكانا. أقيم بتاريخ 2004، وبمشاركة  35 فريقاً و 68 مبارة، وفاز فيه بوكا جونيورز.

## النتائج

### ربع النهائي
| فريق 1            | مجموع          | فريق 2         | المباراة الأولى | المباراة الثانية |
| ----------------- | -------------- | -------------- | --------------- | ---------------- |
| نادي إنترناسيونال | 2−1            | أتلتيكو جونيور | 1−0             | 1−1              |
| بوكا جونيورز      | 1−1 (8−7 ض.ت.) | سيرو بورتينيو  | 1−1             | 0−0              |
| أرسنال ساراندي    | 1−3            | بوليفار        | 1−0             | 0−3              |
| ليغا دو كيتو      | 5−3            | سانتوس         | 3−2             | 2−1              |